# Fajã da Saramagueira
Encontra-se esta fajã de estranho nome, que possivelmente se deve ao facto de ter grande abundância da planta saramago, na freguesia de Santo Antão, Concelho da Calheta, na costa Sul da ilha de São Jorge.
O acesso à Saramagueira é um atalho íngreme, com pedras formando degraus, que começa no canto Este da fajã de São João. Pode também descer-se por São Tomé.
Hoje em dia completamente desabitada, ainda restam doze casas, e pelo menos um palheiro, cinco ruínas e também dois fios de lenha. Memórias do passado que o tempo um dia apagará.
O Grotão da Saramagueira só corre quando há chuvas abundantes em altitude. O abastecimento de água antigamente era feito por cisterna. Recentemente foi construído um depósito com chafariz que é usado para as necessidades dos visitantes.
Havia um poço de baixa-mar na Baía do Poço, que o mar encheu de pedra e que nunca voltou a ser limpo.
Antigamente as pessoas vinham de Inverno para fajã com o gado, mas acabaram por desistir devido às difíceis condições de acesso. As culturas mais importantes eram de vinha e de batata.
Hoje em dia as pessoas só vão lá vindimar, não permanecendo mais do que um ou dois dias.